# Hetednapi baptisták
A hetednapi baptisták egy protestáns keresztény felekezet; olyan evangelikál baptisták, akik vasárnap helyett szombatot ünnepelnek.
Gyülekezeteik sok országban megtalálhatók, összesen több mint 520 imaházzal és a 2010-es években körülbelül 45 ezer fős taglétszámmal.

## Történet

### Előzmények
A hetednapi baptisták története az angliai 16-17. századi szakadár mozgalomra nyúlik vissza, amikor sokan nem láttak reményt az angliai egyház további reformjára, és külön gyülekezeteket alapítottak.  E gyülekezetek között volt a lincolnshire-i Gainsborough város gyülekezete, amelynek vezetői John Smyth és Thomas Helwys voltak. 1607-ben a közösség elhagyta Angliát és Hollandiába ment, ahol az anabaptista tanok befolyásolták őket a mennoniták révén. Hamarosan John Smyth arra a következtetésre jutott, hogy a gyerekeket nem szabad megkeresztelni, mert nincs bibliai utalás a gyermekkeresztségre. Az 1609-ben alapított amszterdami Smyth-gyülekezet lett az első baptista közösség. Két évvel később a közösség feloszlott, és egy része Thomas Helwysszel visszatért Angliába, London közelébe. Onnan a baptista gyakorlatok és tanítások az egész országban elterjedtek. 

### Szombatos baptisták
Bár egyesek már korábban foglalkoztak a hetedik nap témájával, az első ismert hetednapi baptista gyülekezet a londoni Mill Yard templomban alakult, ahol az első istentiszteletre 1651-ben került sor.

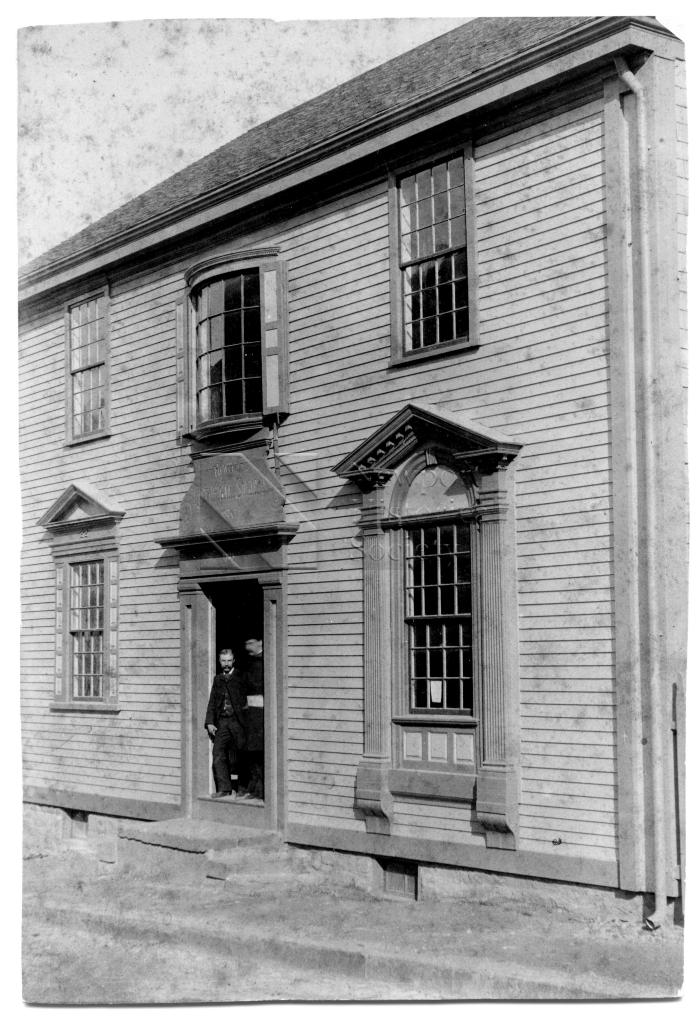
Az amerikai Newport egykori hetednapi baptista imaháza

Az első, szombatot ünneplő keresztények (baptisták) a 17. században megjelentek az észak-amerikai angol gyarmatokon is.
Az oxfordi Francis Bampfield szintén hetednapi baptista volt, aki 1676-ban Londonban megalapította a Pinner's Hall Hetednapi Baptista Gyülekezetet. Ő az elsők között javasolt egy egyesületet, amely magába foglalja Anglia és Észak-Amerika gyarmatainak hetednapi baptista gyülekezeteit.
Amerikában Newporton volt az első hetednapi baptista templom,
majd innen terjedt a közösség az amerikai gyarmatokon tovább.
A közösség Generál Konferenciája 1802-ben lett megszervezve. 1941-ben ötven gyülekezete volt 5500 taggal.
A 19. században létrejött szombatot ünneplő adventizmus részben a hetednapi baptisták mozgalmában gyökerezett. Frederick Wheeler aki az első szombatot tartó adventista prédikátor lett, egy hetednapi baptista asszony befolyása révén fogadta el a szombatot.
1995-ben az Egyesült Államok 78 gyülekezetében közel ötezer hetednapi baptista volt. A 21. század elején a hetednapi baptista gyülekezetek az Egyesült Államok minden régiójában jelen vannak, legnagyobb a jelenlétük az USA északkeleti és déli régióiban.

## Hitelveik
A hetedik napi baptisták a Szentlélek irányítása alatt történő gondolkodás szabadságát alapvető fontosságúnak tartják a keresztény hit és vallásgyakorlat szempontjából. Ösztönözik a Szentírás tanulmányozását és nyílt megvitatását. Támogatják az egyén lelkiismereti szabadságát, amikor megpróbálják meghatározni Isten akaratát és engedelmeskedni annak. (2 Kor. 3: 17-18; 2 Timóteus 2:15; Róma 12: 2; Efézus 4: 3-6, 15; Rómaiak 10:17; 2Timóteus 3: 16-17).
```
Isten
```

Hisznek egy végtelen és tökéletes Istenben, az univerzum Teremtőjében és Fenntartójában, aki örökké három személyben létezik - Atyában, Fiúban és Szentlélekben -, és szeretetét mindenkivel személyes kapcsolatban kívánja megosztani (1 Timóteus 1:17 ; 5Mózes 6: 4; 1Királyok 8:27; 1János 1: 5; 1Móz 1: 1-2; ApCsel 17: 24-25, 28; Zsoltár 90: 1-2; Máté 28:19; János 3:16 ; Ésaiás 57:15; 2 Péter 3: 9).
```
Az Atya
```

Hisznek az Atya Istenben, aki mindenki felett szuverén, szeretetteljes és igazságos, ahogy megbocsát a megtérő embernek (1Kor. 8: 6; Efezusiak 4: 6; Ezékiel 33:11; 2Tesszalonik 1: 6- 8; János 5:24; János 3: 16-18).
```
A Fiú
```

Hisznek a Fiúban, aki megtestesült Jézus Krisztusban, a Megváltóban. Ő adta magát a kereszten, mint a bűn teljes és végső áldozatát. Feltámadott és hiszik, hogy az ígéretének megfelelően hirtelen, személyesen és láthatóan visszatér, de csak Isten által ismert időben (János 1:34; Zsidók 1: 3; János 1: 14-18; Róma 1: 3- 4; 1 János 3:16; 1 Péter 2:24; Zsidók 10: 10-14; 1 Kor. 15: 20-21; 1 Timóteus 2: 5; János 14: 6; 1 János 2: 1-2; Márk 13 : 32-33; Jelenések 22: 7, 12, 20).
```
A Szentlélek
```

Hisznek a Szentlélekben, a Vigasztalóban, aki lelki életet ad a hívőknek bennük, és megerősíti őket a tanúságtételre és a szolgálatra. Úgy gondolják, hogy a Szentlélek ihlette az Írásokat. (János 14:16; 3: 5-8; 14:17; Rómaiak 5: 5; 1 Kor. 12: 4-7; 2 Péter 1:20 -21; János 16: 7–11).
```
A Biblia
```

Hiszik, hogy a Biblia Isten ihletett szava, és ez a végső tekintély a hit és a vallásgyakorlat kérdéseiben. (2 Péter 1: 20–21; Róma 3: 2; 2 Péter 3: 1–2, 15– 16; 2 Timóteus 3: 14-17; Máté 5: 17-19; Zsoltár 119: 105; János 20: 30-31; Zsidók 1: 1-2).
```
Az ember
```

Hiszik, hogy az ember Isten képmására jött létre, és ezért a teremtés a legnemesebb műve. Hiszik, hogy az emberek erkölcsi felelősséggel tartoznak, és arra vannak teremtve, hogy Isten gyermekeiként egyaránt élvezzék Istennel és az emberekkel való közösséget. (1Mózes 1: 26-27; Zsoltár 8: 3-9; Mikeás 6: 8; Máté 5: 44-48; 1 János 1: 3; János 1:12).
```
Bűn és üdvösség
```

Hiszik, hogy a bűn engedetlenség Istennel szemben. A bűn miatt minden ember elválasztotta magát tőle. Hiszik, hogy a bűn miatt, szükség van a Megváltóra. Hiszik, hogy a bűnből és a halálból való üdvösség Isten ajándéka. (1Ján 3: 4-5; Róma 3: 23-25; Ézsaiás 59: 2; 1 János 1 : 8-10; Róma 5: 6-8; Róma 6:23; Zsidók 10: 10-14; 1 Péter 1: 3; János 3: 16-18, 36; Efezusiak 2: 8-9; János 14: 6 ; Máté 25: 41–46; Róma 5:10).
```
Örök élet
```

Hiszik, hogy Jézus feltámadt a halálból, és örökké együtt él az Atyával, és hogy hatalommal és nagy dicsőséggel fog visszatérni. Hiszik, hogy az örök élet Isten megismerésében kezdődik Jézus Krisztus iránti elkötelezettség révén. (1Kor. 15: 3-4, 20-23; János 14: 1-3; Máté 24:30; Titusz 2 : 13; János 17: 3; 1 János 5: 11-13; 1 Korinthusbeliek 15: 42-44; János 10: 27-28; János 6:40).
```
Az egyház
```

Hiszik, hogy Isten egyháza a Szentlélek által összegyűjtött hívek közössége, amelynek Krisztus a feje. Hiszik, hogy a helyi egyház egy olyan hívő közösség, amely szövetségi viszonyban szerveződik az imádat, közösség és szolgálat céljából, hogy gyakorolja és hirdesse a közös meggyőződéseket, miközben növekszik kegyelemben. Hisznek minden hívő papságában és gyakorolják a helyi gyülekezet autonómiáját, miközben arra törekszenek, hogy másokkal együtt dolgozzanak a hatékonyabb tanúságtétel érdekében. (ApCsel 20:28; 1 Kor. 12:13, 14, 27; Róma 12: 4 -5; Kolossé 1:18; ApCsel 2:42; Efézus 2: 19-22; Rómaiak 15: 5-7; Efezusiak 4: 11-16; 2 Péter 3:18; 1 Péter 2: 4-10; Máté 18 : 20; Zsidók 10: 24-25).
```
Keresztség
```

Hiszik, hogy a hívők megkeresztelkedése Krisztus parancsának engedelmeskedve tanúskodás Jézus Krisztus Megváltóként és Úrként való elfogadásáról. (Róma 6: 3-4; Máté 28: 19-20; ApCsel 2:41; Kolossé 2:12; Róma 6: 11; Galata 3: 26-27).
```
Az úrvacsora
```

Hiszik, hogy az úrvacsora megemlékezés a Megváltó szenvedéséről és haláláról, amíg el nem jön, és a Krisztusban való egyesülés szimbóluma. (Márk 14: 22-25; Máté 26: 26-29, 1 Kor. 10: 16–17, 11: 23–30).
```
A szombat
```

Hiszik, hogy a Biblia szombata, a hét hetedik napja szent nap, Isten ajándéka minden ember számára, amelyet a teremtéskor alapított, majd megerősített a Tízparancsolatban, és később Jézus és az apostolok tanításában és példájában is megerősíttetett. (1Mózes 2: 2-3; 2Móz 16: 23-30; 2Mózes 20). : 8-11; Máté 5: 17-19; Márk 2: 27-28; Lukács 4:16; ApCsel 13:14, 42-44; 16: 11-13; 17: 2-3; 18: 4-11 ; Ezékiel 20: 19-20; Zsidók 4: 9-10; János 14:15; Ésaiás 58: 13-14; Lukács 23:56).
```
Evangelizáció
```

Hiszik, hogy Jézus Krisztus arra bízta meg a követőit, hogy hirdessék az evangéliumot, kereszteljenek és tanítsák mindazt, amit parancsolt. Hiszik, hogy arra vannak hivatva, hogy Krisztus tanúi legyenek az egész világon és minden emberi kapcsolatban (Máté 24:14; ApCsel 1: 8; Máté 28: 18-20; 2 Korinthusbeliek 4: 1-2, 5-6; 1 Péter 3: 15; 2 Korinthusbeliek 5: 17-20; Efézusoknak 6: 14-20).

## Hetednapi Baptista Világszövetség
A Hetednapi Baptista Világszövetség egy olyan szövetség, amely világszerte egyesíti a hetednapi baptista egyesületeket, amelyek együttműködnek azzal a céllal, hogy nagyobb kommunikációt biztosítsanak a hetednapi baptisták között. 
Jelenleg 19 tagot tömörít a Föld minden kontinensének 20 országában. Választott tisztviselők irányítják, akik időről időre találkoznak, hogy megvitassák a hetednapi baptista gyülekezetek számára releváns témákat.
A szövetséget 1965-ben hozták létre 11 ország képviselői, köztük Brazília, Németország, Hollandia, Egyesült Királyság, Svájc, az Egyesült Államok. 2015-ben tagja volt a szövetségnek Kanada, Guyana, Jamaica, Lengyelország, Nigéria, Uganda, Kenya, Burundi, Zambia, Malawi, Dél-Afrika, India, a Fülöp-szigetek, Ausztrália és Új-Zéland is. Németország és Svájc viszont kiesett a körből.

## Összehasonlítása az adventistákkal
A hetednapi baptisták és adventisták között vannak hasonlóságok és különbségek is.

### Hasonlóság
A hasonlóság az adventistákkal: 
- Protestáns felekezetek
- Szombatot ünnepelnek
- Felnőttkeresztséget gyakorolnak, bemerítéssel.

### Különbség
Különbség a két csoport között: 
Hetednapi baptisták
A hetednapi baptisták a Bibliát tekintik végső tekintélynek a hit és gyakorlat minden kérdésében. Azt tanítják, hogy Krisztus engesztelő munkája akkor fejeződött be, amikor a kereszten meghalt.
A hetedik napi baptisták azt tanítják, hogy a hívők számára fontos az egészséges életmód követése, de nem szabnak ki konkrét modellt. Néhány hívő követi az ószövetségi táplálkozási törvényeket, de ez nem tekinthető az üdvösség vagy az egyházi tagság követelményének.
A hetedik napi baptisták szervezete „gyülekezeti” formájú. Az egyház szervezkedésének és működésének felelőssége helyi szinten a hívőkre hárul. Az olyan kérdéseket, mint a vezetők kiválasztása, a vagyon tulajdonjoga és a szolgálati prioritások meghatározása, az egyes gyülekezetek kötelességének tekintik.
Adventisták
A hetednapi adventisták ragaszkodnak ahhoz, hogy hitük forrása a Biblia, de azt is tanítják, hogy Ellen G. White ihletett prófétanő volt. Írásait és tanításait hitelesnek tartják. Az adventisták hangsúlyozzák a „harmadik angyal üzenetét” (Jel. 14: 9–12) és azt tanítják, hogy Krisztus 1844-ben lépett be a „mennyei szentélybe”, és engesztelését minden ember életének kivizsgálásával fejezi be. Ezt „vizsgálati ítéletnek” nevezik.
A hetednapi adventisták azt tanítják, hogy az ószövetségi táplálkozási törvények ma is kötelezőek a keresztények számára.
A hetednapi adventisták tekintélyelvűek. Alapvetően az egyházi kormányzás „püspöki” vagy hierarchikus formája jellemzi őket. A lelkészek kinevezése, a helyi egyházi vagyon tulajdonjoga, a célok kitűzése és a programok kidolgozása felülről lefelé halad. A legtöbb tized és felajánlás a központi egyházi kormányhoz kerül a vezetés tervei szerint.